# Ignacio Camacho
Ignacio Camacho Barnola (Zaragoza, 4 mei 1990) is een Spaanse voetballer die doorgaans als verdedigende middenvelder speelt. Hij tekende in juli 2017 een contract tot 2021 bij VfL Wolfsburg, dat hem overnam van Málaga CF. Camacho debuteerde in 2014 in het Spaans voetbalelftal.

## Clubvoetbal
Camacho begon als voetballer in de jeugd van Real Zaragoza, net als zijn oudere broer Juanjo Camacho. In 2005 maakte hij de overstap naar de jeugdopleiding van Atlético Madrid en in het seizoen 2006/07 speelde de middenvelder in de Juvenil A, het hoogste jeugdelftal dat uitkomt in de División de Honor. De voorbereiding op het seizoen 2007/08 trainde Camacho mee met het eerste elftal, hoewel in dat seizoen vooral voor Atlético Madrid B zou spelen. Zijn officiële debuut maakte hij de bekerwedstrijd tegen Granada 74 CF en op 1 maart 2008 debuteerde Camacho tegen FC Barcelona in de Primera División. Na blessureleed in 2009/10 raakte hij op een zijspoor. Begin 2011 trok hij naar Málaga CF in de hoop daar zijn carrière te herpakken. Hij speelde in zeven seizoenen 177 competitiewedstrijden voor de club en was er in zijn laatste seizoen 35 keer basisspeler.
Camacho verruilde Málaga in juli 2017 voor VfL Wolfsburg en verliet daarmee voor het eerst de Spaanse competitie.

## Clubstatistieken
| Jaar    | Club            | Competitie       | Wed. | Goals |
| ------- | --------------- | ---------------- | ---- | ----- |
| 2007/08 | Atlético Madrid | Primera División | 10   | 2     |
| 2008/09 | Atlético Madrid | Primera División | 8    | 0     |
| 2009/10 | Atlético Madrid | Primera División | 12   | 0     |
| 2010/11 | Atlético Madrid | Primera División | 0    | 0     |
| 2010/11 | Málaga CF       | Primera División | 15   | 0     |
| 2011/12 | Málaga CF       | Primera División | 13   | 1     |
| 2012/13 | Málaga CF       | Primera División | 33   | 2     |
| 2013/14 | Málaga CF       | Primera División | 33   | 5     |
| 2014/15 | Málaga CF       | Primera División | 25   | 2     |
| 2015/16 | Málaga CF       | Primera División | 23   | 2     |
| 2016/17 | Málaga CF       | Primera División | 35   | 4     |
| 2017/18 | VfL Wolfsburg   | Bundesliga       | 11   | 0     |
| 2018/19 | VfL Wolfsburg   | Bundesliga       | 6    | 0     |
| 2019/20 | VfL Wolfsburg   | Bundesliga       | 0    | 0     |

## Interlandcarrière
In mei 2006 nam Camacho met Spanje deel aan het EK –17 in Luxemburg en behaalde de derde plaats. Een jaar later was hij aanvoerder van Spanje op het gewonnen EK –17 in België. Camacho maakte in de tweede groepswedstrijd tegen Oekraïne (3–1) het openingsdoelpunt. In augustus en september 2007 nam hij met Spanje deel aan het WK –17 in Zuid-Korea. Spanje haalde de finale, maar verloor na strafschoppen van Nigeria.
Camacho debuteerde op 18 november 2014 in het Spaans nationaal elftal. In een oefeninterland tegen Duitsland viel hij in voor Sergio Busquets.

## Erelijst
| Competitie            |                 |                 |                 |                 |
| Competitie            | Aantal          | Jaren           |                 |                 |
| Atlético Madrid       | Atlético Madrid | Atlético Madrid | Atlético Madrid | Atlético Madrid |
| --------------------- | --------------- | --------------- | --------------- | --------------- |
| UEFA Europa League    | 1x              | 2009/10         |                 |                 |
| UEFA Super Cup        | 1x              | 2010            |                 |                 |
| Spanje –21            |                 |                 |                 |                 |
| Europees kampioen –21 | 1x              | 2013            |                 |                 |
| Spanje –17            |                 |                 |                 |                 |
| Europees kampioen –17 | 1x              | 2007            |                 |                 |

1 Grabara ·
2 Fischer ·
3 Bornauw ·
4 Koulierakis ·
5 Zesiger ·
6 Vranckx ·
9 Amoura ·
10 Nmecha ·
11 Tomás ·
12 Pervan ·
13 Rogério ·
14 Białek ·
16 Kamiński ·
17 Behrens ·
18 Vavro ·
19 Majer ·
20 Baku ·
21 Mæhle ·
22 Angely ·
23 Wind ·
24 Dárdai ·
27 Arnold  ·
29 Müller ·
30 Klinger ·
31 Gerhardt ·
32 Svanberg ·
39 Wimmer ·
40 Paredes ·
Coach: Hasenhüttl